# Festival de Cannes 1971
Le Festival de Cannes 1971, vingt-quatrième édition, a lieu du 12 au 27 mai et se déroule au Palais des Festivals dit Palais Croisette, 50 du boulevard de la Croisette. De 1964 à 1974, le Grand Prix du Festival international du Film est rétabli, la Palme d'or n'est plus décernée.

## Jurys

### Compétition
- Présidente du jury : Michèle Morgan, comédienne
- Aleksandar Petrović, réalisateur
- Anselmo Duarte, réalisateur
- Erich Segal, écrivain
- István Gaál, réalisateur
- Maurice Rheims, écrivain
- Michael Birkett, producteur
- Pierre Billard, journaliste
- Sergio Leone, réalisateur

### Courts métrages
- Président du jury : Véra Volmane, journaliste
- Charles Duvanel
- Etienne Novella

## Sélections

### Sélection officielle

#### Compétition
La sélection officielle en compétition se compose de 26 films :
- Des animaux malades (Animale bolnave) de Nicolae Breban
- Apokal de Paul Anczykowski
- La Fuite  (Beg) d'Alexandre Alov et Vladimir Naoumov
- Vas-y, fonce (Drive, He Said) de Jack Nicholson
- Goya, l'histoire d'une solitude (Goya, historia de una soledad) de Nino Quevedo
- Joe Hill de Bo Widerberg
- Johnny s'en va-t-en guerre (Johnny Got His Gun) de Dalton Trumbo
- La Califfa d'Alberto Bevilacqua
- Le Bateau sur l'herbe de Gérard Brach
- Le Souffle au cœur de Louis Malle
- Les Mariés de l'an II de Jean-Paul Rappeneau
- Le Magot (Loot) de Silvio Narizzano
- Mira de Fons Rademakers
- Mort à Venise (Morte a Venezia) de Luchino Visconti
- Réveil dans la terreur (Wake in Fright) de Ted Kotcheff
- Miracle à l'italienne (Per grazia ricevuta) de Nino Manfredi
- Pindorama d'Arnaldo Jabor
- Raphaël ou le Débauché de Michel Deville
- Sacco et Vanzetti (Sacco e Vanzetti) de Giuliano Montaldo
- Amour (Szerelem) de Károly Makk
- Taking Off de Miloš Forman
- Le Messager (The Go-Between) de Joseph Losey
- Panique à Needle Park (The Panic in Needle Park) de Jerry Schatzberg
- La Randonnée (Walkabout) de Nicolas Roeg
- Chimimoryo, une âme au diable (Yami no naka no chimimoryo) de Kō Nakahira
- La Vie de famille (Życie rodzinne) de Krzysztof Zanussi

#### Hors compétition
8 films sont présentés hors compétition :
- Gimme Shelter de David Maysles, Albert Maysles et Charlotte Zwerin
- La Maison sous les arbres de René Clément
- Le Chasseur de François Reichenbach (court métrage)
- Le Feu sacré de Vladimir Forgency
- Les Amis de Gérard Blain
- Narcissus de Peter Foldes
- Des insectes et des hommes (The Hellstrom Chronicle) de Walon Green et Ed Spiegel
- Les Troyennes (The Trojan Women) de Michael Cacoyannis

### Quinzaine des réalisateurs

#### Longs métrages
La sélection officielle des longs métrages de la Quinzaine des réalisateurs se compose de 54 films.
- A Fable d'Al Freeman Jr.
- Agnus Dei (Égi bárány) de Miklós Jancsó
- Avez-vous peur ? (Er i bange?) de Henning Carlsen
- Badou Boy de Djibril Diop Mambety
- Bang Bang d'Andrea Tonacci
- Cleopatra de Michel Auder
- Qu'il était bon mon petit Français (Como Era Gostoso o Meu Francês) de Nelson Pereira dos Santos
- Course de relais d'András Jeles
- Cuadecuc, vampir de Pere Portabella
- La Soudaine Richesse des pauvres gens de Kombach (Die plötzliche Reichtum der armen Leute von Kombach) de Volker Schlöndorff
- Du côté d'Orouët de Jacques Rozier
- Le Trou dans la terre (Dziura w ziemi) d'Andrzej Kondratiuk
- Equinozio de Maurizio Ponzi
- Fata Morgana de Werner Herzog
- Faut aller parmi le monde pour l'savoir de Fernand Dansereau
- Festival panafricain d'Alger 1969 de William Klein
- La Vache (Gāv) de Dariush Mehrjui
- Goin' Down the Road de Donald Shebib
- L'Acadie, l'Acadie?!? de Pierre Perrault
- La Cérémonie (Gishiki) de Nagisa Ōshima
- La Fin des Pyrénées de Jean-Pierre Lajournade
- La Salamandre d'Alain Tanner
- Le Maître du temps de Jean-Daniel Pollet
- Léa, l'hiver de Marc Monnet
- Lenz de George Moorse
- Les Gémeaux (Bröder Carl) de Susan Sontag
- Les Maudits Sauvages de Jean Pierre Lefebvre
- Los testigos (es) de Charles Elsesser
- Mais ne nous délivrez pas du mal de Joël Séria
- Makin' It de Simon Hartog
- Mare's Tail de David Larcher
- Mathias Kneissl de Reinhard Hauff
- Mexico, la revolución congelada de Raymundo Gleyzer
- Moi, schizo d'Antonio Calmon
- Ni vainqueurs, ni vaincus d'A. Cabado et N. Spoliansky
- Les Dieux et les Morts (Os Deuses e os Mortos) de Ruy Guerra
- Pionniers à Ingolstadt (Pioniere in Ingolstadt) de Rainer Werner Fassbinder
- Prea mic pentru un razboi atît de mare de Radu Gabrea
- Points de suspension (Puntos suspensivos o esperando a los barbaros) d'Edgardo Cozarinsky
- Quatre Nuits d'un rêveur de Robert Bresson
- Seikozu de Kōji Wakamatsu
- The Machine d'A. Shermann et J. Rozenberg
- The Murder of Fred Hampton de Howard Alk
- The Past That Lives de Philo Bregstein
- THX 1138 de George Lucas
- Il est mort après la guerre (Tōkyō sensō sengo hiwa) de Nagisa Ōshima
- Umut de Yılmaz Güney et Şerif Gören
- Un ange est né (Anjo Nasceu) de Júlio Bressane
- Valparaiso, Valparaiso de Pascal Aubier
- Le Viol (Voldtekt) d'Anja Breien
- Vote + fusil (Voto mas fusil) de Helvio Soto
- Les Oiseaux, les Orphelins et les Fous (Vtáčkovia, siroty a blázn) de Juraj Jakubisko
- Wilhelm Reich : Les Mystères de l'organisme (W.R. – Misterije organizma) de Dušan Makavejev
- Wanda de Barbara Loden

### Semaine de la critique
- Breathing Together : Revolution of the Electric Family de Morley Markson (Canada)
- Bronco Bullfrog de Barney Platts-Mills (Royaume-Uni)
- Expédition punitive (Büntetöexpedíció) de Dezsö Magyar (Hongrie)
- Je t'aime, je te tue (Ich liebe dich, ich töte dich) de Uwe Brandner (RFA)
- Loving Memory de Tony Scott (Royaume-Uni)
- Le Moindre geste de Jean-Pierre Daniel et Fernand Deligny (France)
- Les Passagers d'Annie Tresgot (Algérie)
- Question de vie d'André Théberge (Canada)
- Trash de Paul Morrissey (Etats-Unis)
- Viva la muerte de Fernando Arrabal (Tunisie/France)

## Palmarès
- Palme d'or : Le Messager (The Go-Between) de Joseph Losey
- Grand Prix Spécial du Jury : Taking Off de Miloš Forman et Johnny s'en va-t-en guerre (Johnny Got His Gun) de Dalton Trumbo
- Prix du 25e anniversaire du Festival International du Film : Luchino Visconti pour Mort à Venise (Morte a Venezia) et l'ensemble de son œuvre.
- Prix d'interprétation féminine : Kitty Winn pour Panique à Needle Park (The Panic in Needle Park) de Jerry Schatzberg
- Prix d'interprétation masculine : Riccardo Cucciolla pour Sacco et Vanzetti (Sacco e Vanzetti) de Giuliano Montaldo
- Prix du Jury : Amour (Szerelem) de Károly Makk, et Joe Hill de Bo Widerberg
- Prix de la première œuvre : Nino Manfredi pour Miracle à l'italienne (Per grazia ricevuta)
- Grand Prix de la Commission Supérieure Technique du cinéma français : Des insectes et des hommes (The Hellstrom Chronicle) de Walon Green
- Prix de la Critique Internationale - F.I.P.R.E.S.C.I. : Johnny s'en va-t-en guerre (Johnny Got His Gun) de Dalton Trumbo
- Prix spécial du Jury - court métrage : Star Spangled Banner de Roger Flint
- Mention - court métrage : Le Calot (Suiter) de Jan Oonk et Une statuette de Carlos Vilardebó
- Mention spéciale - Un Certain Regard : Lili Darvas et Mari Törőcsik pour Amour (Szerelem) de Károly Makk